# Cyanus segetum
Cyanus segetum là một loài thực vật có hoa trong họ Cúc. Loài này được Hill mô tả khoa học đầu tiên năm 1762.